# Ha Ha (Charged GBH)
Ha Ha è il nono album studio del gruppo Hardcore punk Charged GBH pubblicato nel 2002.

## Tracce
1. Ha Ha
2. Falling Down
3. Crush 'Em
4. I Want To Believe
5. Song For Cathy
6. Sado Methodist
7. The Unexpected
8. Belgrade
9. The Power Of One
10. Dustbin Rock 'N Roll
11. The Desire Of Poverty
12. Superhighway Robbery
13. Flyin' High
14. Zeal Of A Convert
15. Choice
16. Discover The Treatment
17. Punk Rock Ambulance

## Formazione
- Colin Abrahall - voce
- Jock Blyth - chitarra
- Ross Lomas - basso
- Scott Preece - batteria